# Aérodrome de M'fuwe
L'aérodrome de M'fuwe (code IATA : MFU • code OACI : FLMF) est un petit aéroport desservant M'fuwe, un établissement dans la province Orientale de la Zambie.
Il est utile à l'industrie touristique locale avec la proximité du Parc National de South Luangwa et autres zones de nature sauvage dans la Vallée de Luangwa. 

## Situation
| Chipata Livingstone Lusaka Mansa M'fuwe Ndola Solwezi Kasama |

## Compagnies aériennes et destinations
| Compagnies       | Destinations                                                          |
| ---------------- | --------------------------------------------------------------------- |
| Proflight Zambia | Lilongwe (Kamuzu), Lusaka                                             |
| Ulendo Airlink   | Likoma Island, Lilongwe (Kamuzu), Liwonde, Majete, Southern Lakeshore |